# 623
623 (DCXXIII) fue un año común comenzado en sábado del calendario juliano, en vigor en aquella fecha.

## Acontecimientos
- Samo, comerciante franco, es nombrado rey de los eslavos.

## Nacimientos
- Marwan I, cuarto Califa Omeya.